# Вунохори (дем Кавала)
Вунохори (на гръцки: Βουνοχώρι, катаревуса: Βουνοχώριον, Вунохорион, до 1928 година Мухал) е село в Гърция, в дем Кавала, област Източна Македония и Тракия.

## География
Селото е разположено на 810 m надморска височина в Урвил (Ори Леканис), на около 10 километра северозападно от демовия център Кавала.

## История

### В Османската империя
В началото на XX век селото е изцяло турско селище в Кавалска кааза на Османската империя. Съгласно статистиката на Васил Кънчов („Македония. Етнография и статистика“) към 1900 година Мухалъ е изцяло турско селище с 500 жители.

### В Гърция
След Междусъюзническата война в 1913 година селото попада в Гърция. В 1923 година жителите на Мухал са изселени в Турция по силата на Лозанския договор и на тяхно място са заселени гърци бежанци. В 1928 година името на селото е сменено от Мухал (Μουχάλ) на Вунохори (Βουνοχώρι). Според статистиката от 1928 година селото е изцяло бежанско с 41 семейства и 165 жители общо. Българска статистика от 1941 година показва 257 жители.
Селото е сравнително бедно. Основно производство е тютюнът, като се гледа и жито и частично е развито и скотовъдството.
| Година    | 1913 | 1920 | 1928 | 1940 | 1951 | 1961 | 1971 | 1981 | 1991 | 2001 | 2011 | 2021 |
| --------- | ---- | ---- | ---- | ---- | ---- | ---- | ---- | ---- | ---- | ---- | ---- | ---- |
| Население | 595  | 528  | 172  | 257  | 205  | 244  | 239  | 122  | 111  | 219  | 106  | 55   |